# Brooklyn (Iowa)
Brooklyn és una població dels Estats Units a l'estat d'Iowa. Segons el cens del 2000 tenia 1.367 habitants.

## Demografia
Segons el cens del 2000, Brooklyn tenia 1.367 habitants, 582 habitatges, i 349 famílies. La densitat de població era de 439,8 habitants per km².
Dels 582 habitatges en un 29,6% hi vivien nens de menys de 18 anys, en un 48,1% hi vivien parelles casades, en un 8,9% dones solteres, i en un 39,9% no eren unitats familiars. En el 36,8% dels habitatges hi vivien persones soles el 20,3% de les quals corresponia a persones de 65 anys o més que vivien soles. El nombre mitjà de persones vivint en cada habitatge era de 2,25 i el nombre mitjà de persones que vivien en cada família era de 2,95.
Per edats la població es repartia de la següent manera: un 24,5% tenia menys de 18 anys, un 7,5% entre 18 i 24, un 26,5% entre 25 i 44, un 20,3% de 45 a 60 i un 21,2% 65 anys o més.
L'edat mediana era de 40 anys. Per cada 100 dones de 18 o més anys hi havia 79,8 homes.
La renda mediana per habitatge era de 34.583 $ i la renda mediana per família de 44.531 $. Els homes tenien una renda mediana de 29.018 $ mentre que les dones 20.481 $. La renda per capita de la població era de 18.315 $. Entorn del 2,9% de les famílies i el 6,2% de la població estaven per davall del llindar de pobresa.

## Poblacions properes
El següent diagrama mostra les poblacions més properes.